# Stora Alskär, Finland
För andra betydelser, se Stora Alskär.
Stora Alskär är en ö nära Borstö i Nagu,  Finland.   Den ligger i Pargas stad i landskapet Egentliga Finland. Ön ligger omkring 7 kilometer norr om Borstö, omkring 30 kilometer söder om Nagu kyrka,  62 kilometer söder om Åbo och 170 km väster om Helsingfors. Närmaste allmänna förbindelse är förbindelsebryggan vid Lökholm som trafikeras av M/S Nordep. Arean är 0,73 kvadratkilometer.
Terrängen på Stora Alskär är mycket platt. Öns högsta punkt är 21 meter över havet. Den sträcker sig 1,0 kilometer i nord-sydlig riktning, och 1,1 kilometer i öst-västlig riktning.